# 村上芳太郎
村上 芳太郎（むらかみ よしたろう、1861年4月13日（文久元年3月4日）- 1909年（明治42年）1月15日）は、明治期の実業家、政治家。衆議院議員、愛媛県越智郡今治町長。

## 経歴
伊予国越智郡今治中浜町（愛知県越智郡今治中浜町、今治町を経て現今治市中浜町）で、商家に生まれた。漢学、法律学、経済学を修めた。
中浜町会議員、今治町会議員を務めた。1886年（明治19年）3月、愛媛県会議員に選出され、1894年（明治27年）9月まで在任。高須峯造の勧めで立憲改進党に所属した。1891年（明治24年）4月、今治町長に就任し1893年（明治26年）2月まで務めた。その他、連合町村会議員、所得税調査委員、学務委員などにも在任した。
1894年9月、第4回衆議院議員総選挙（愛媛県第2区、立憲改進党）で当選し、衆議院議員に1期在任した。1898年（明治31年）3月の第5回総選挙（愛媛県第2区）では次点で落選した。
実業界では、伊予綿布社長、伊予紡績常務取締役、今治米穀取引所創立委員長、同理事、四国鉄道創立委員長、同取締役、東予汽船相談役、日本紡績連合会常務委員などを務めた。